# Petaloctenus lunatus
Petaloctenus lunatus är en spindelart som beskrevs av Van der Donckt och Rudy Jocqué 200. Petaloctenus lunatus ingår i släktet Petaloctenus och familjen Ctenidae.
Artens utbredningsområde är Elfenbenskusten. Inga underarter finns listade i Catalogue of Life.